# Pere Faura
Pere Faura (Barcelona, 1980) és un coreògraf català.
El 2017 va presentar el programa "Ballar" a Televisió de Catalunya, que es va començar a rodar l'abril del mateix any.